# Władimir Nikołow

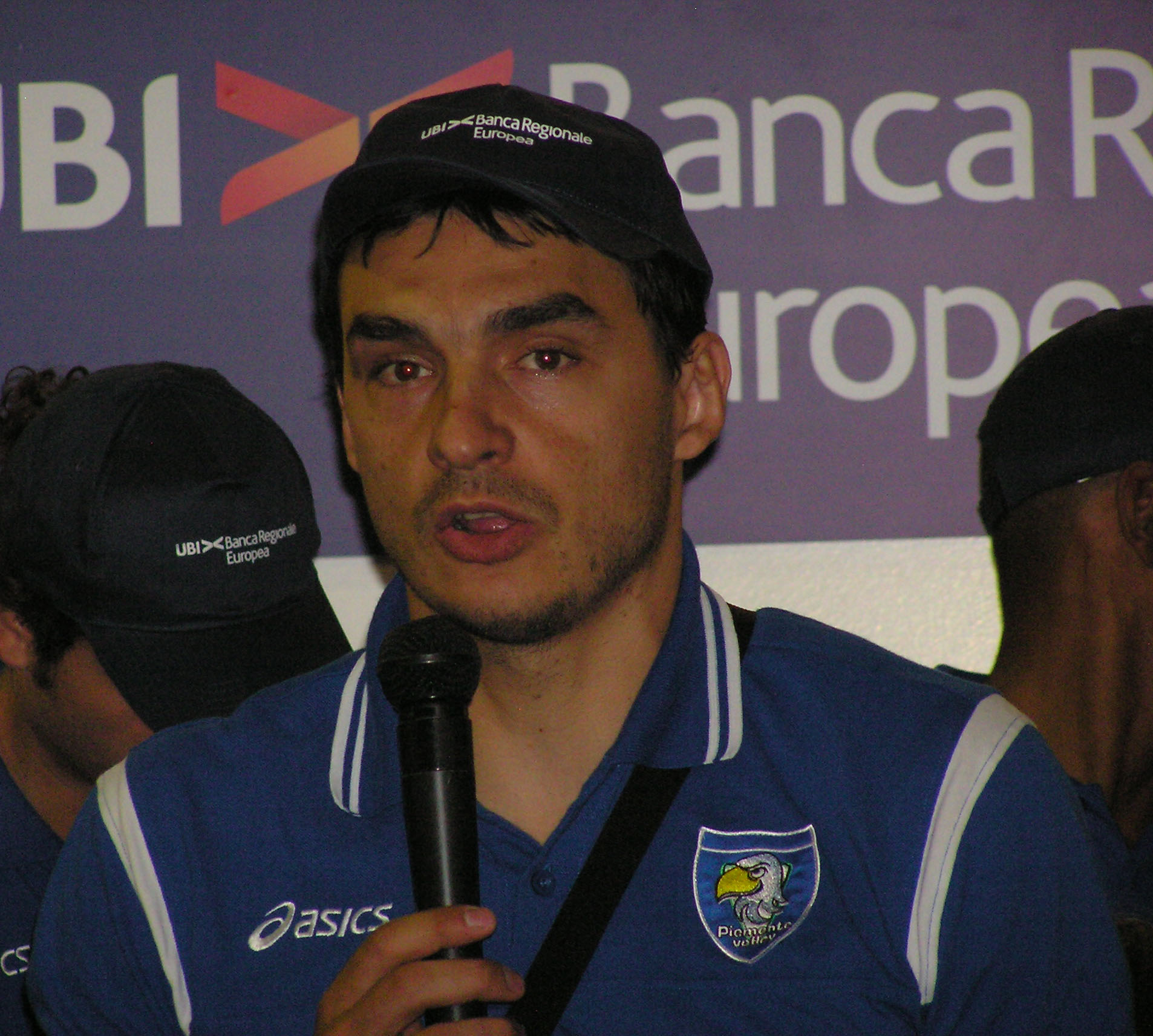
Władimir Nikołow zawodnikiem Bre Banca Lannutti Cuneo w sezonie 2008/2009

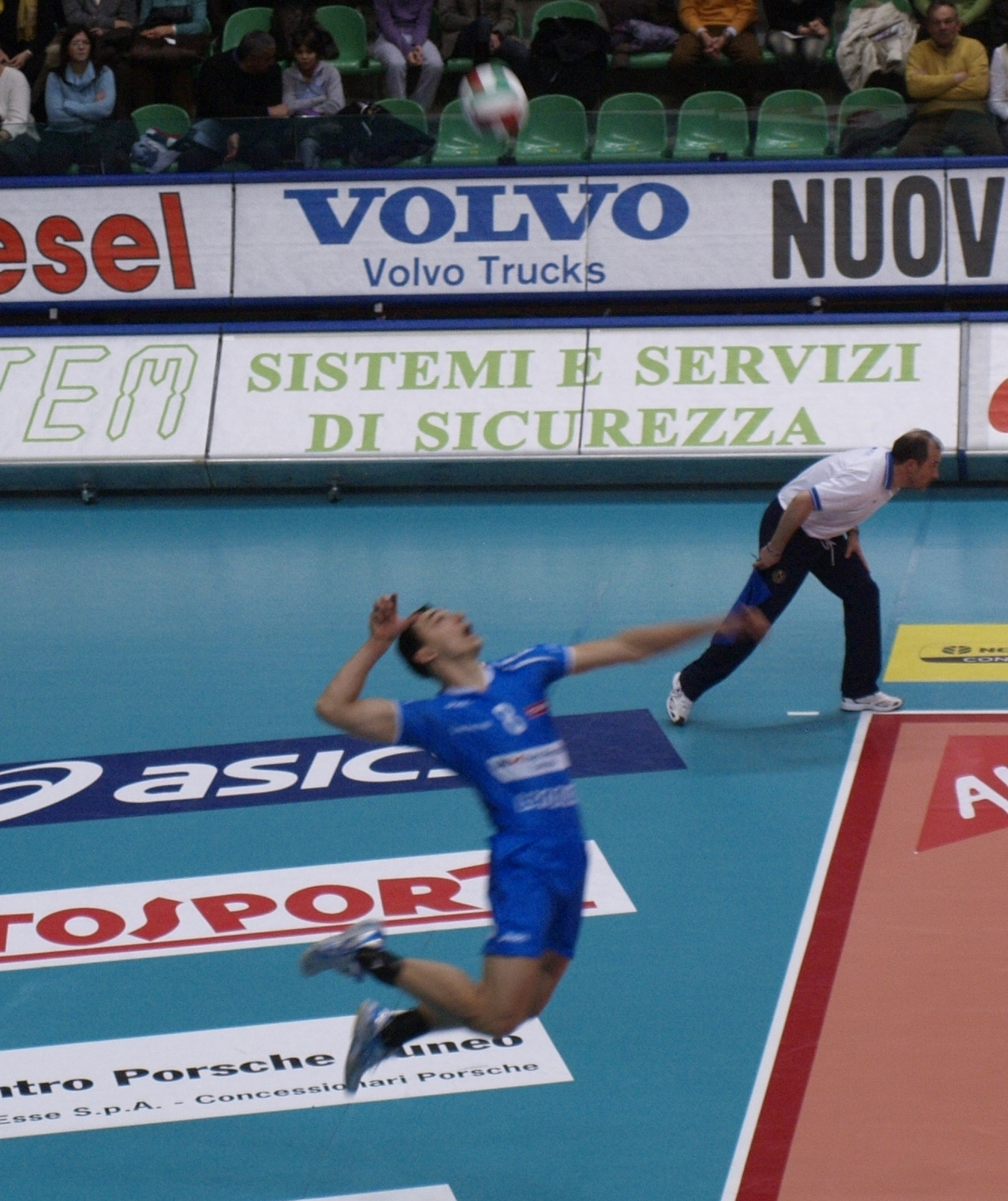
Władimir Nikołow podczas wykonywania zagrywki w drużynie Bre Banca Lannutti Cuneo w sezonie 2008/2009

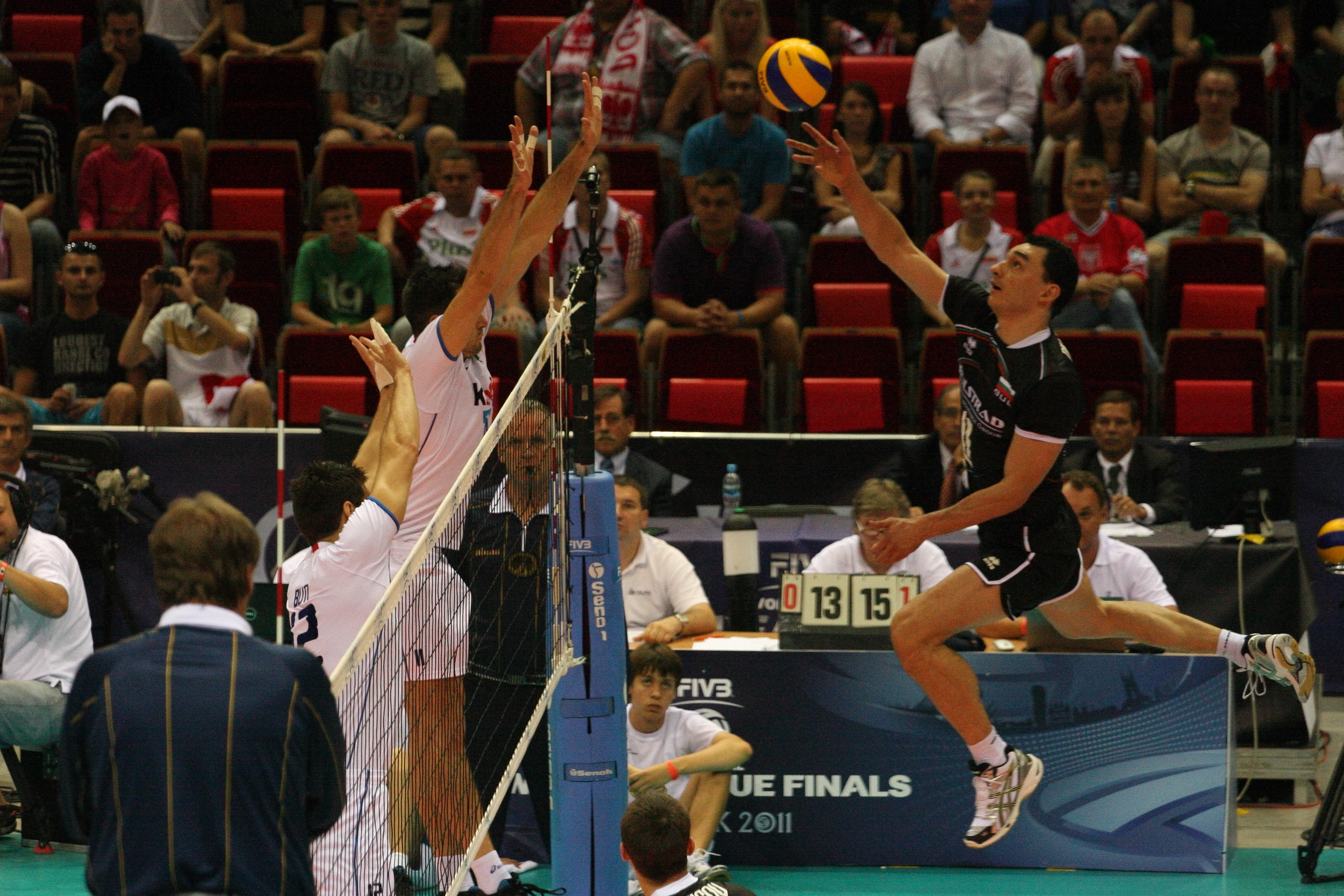
Władimir Nikołow podczas ataku w meczu Włochy-Bułgaria w turnieju finałowym Ligi Światowej 2011

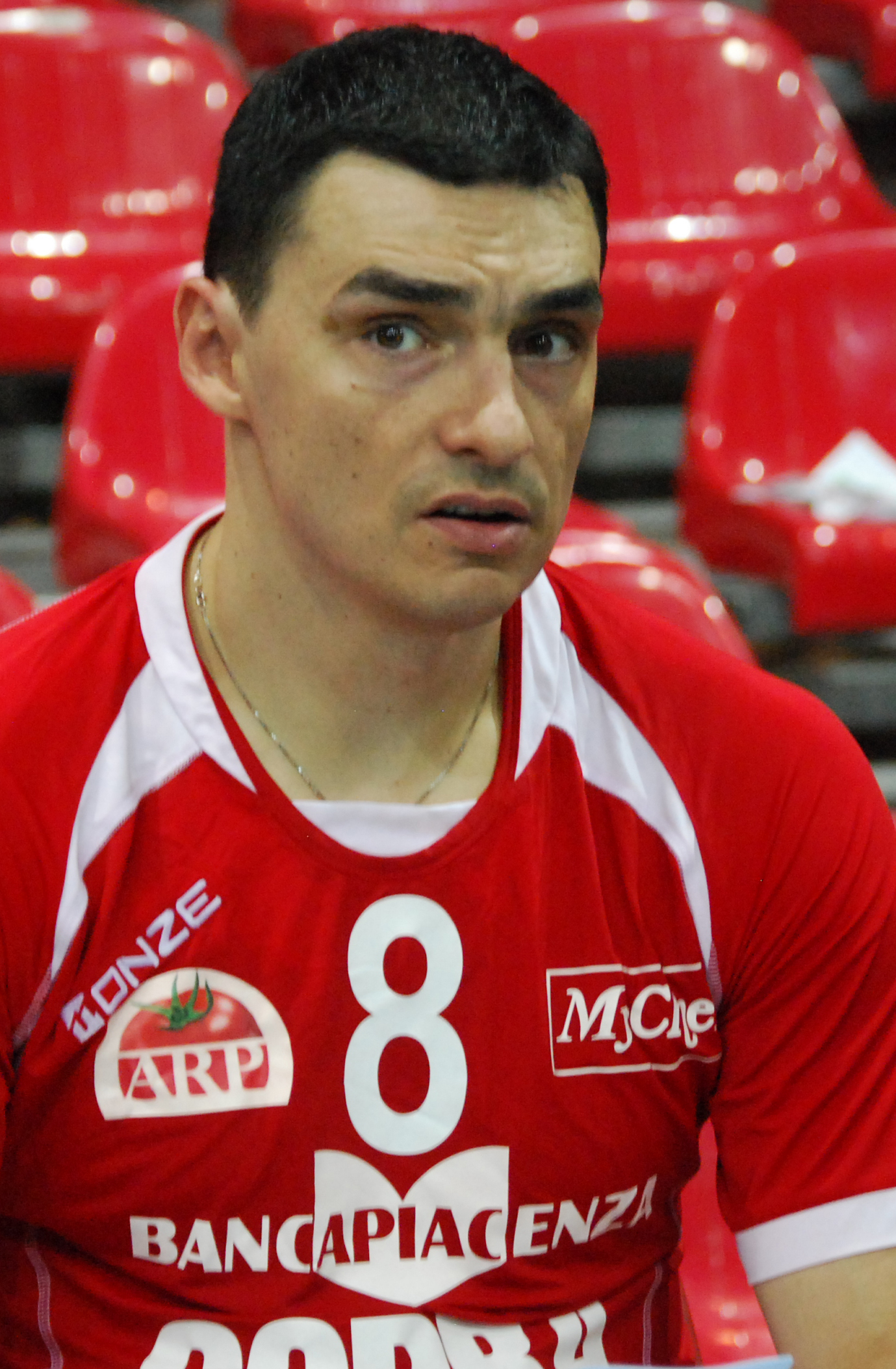
Władimir Nikołow zawodnikiem Copra Elior Piacenza

Władimir Nikołow (bułg. Владимир Николов; ur. 3 października 1977 w Sofii) – bułgarski siatkarz, reprezentacji Bułgarii, grający na pozycji atakującego. Karierę siatkarską rozpoczynał w drużynie Lewski Sofia. Wraz z reprezentacją zdobył brązowy medal Mistrzostw Świata w 2006 roku, rozgrywanych w Japonii.
Ma żonę Maję, córkę, także Maję oraz trzech synów: Aleksandyra, Simeona i Filipa.
Jego synowie Aleksandyr i Simeon, również grają zawodowo w siatkówkę.
W sezonie 2016/2017 był prezesem klubu Lewski Sofia.
29 listopada 2018 roku w 1/16 finału Pucharu Challenge odbył się rodzinny mecz ojca z synem w barwach Lewski Sofia przeciwko fińskiej drużynie Perungan Pojat, gdyż 2 atakujących było kontuzjowanych w zespole z Sofii.
Od sezonu 2020/2021 ponownie został prezesem klubu Lewski Sofia.
W grudniu 2024 roku wydał swoją autobiografię książki pt. „Wysoki”.

## Kariera klubowa
| Lata                                   | Klub                     |
| 1995–2002                              | Lewski Sofia             |
| 2002–2003                              | Erdemirspor Ereğli       |
| 2003–2006                              | Tours VB                 |
| 2006–2007                              | Toray Arrows             |
| 2007–2008                              | Itas Diatec Trentino     |
| 2008–2011                              | Bre Banca Lannutti Cuneo |
| 2011–2012                              | Copra Elior Piacenza     |
| 2012–2013                              | Galatasaray Stambuł      |
| 2013–2016                              | ASUL Lyon Volley         |
| 2018–2018 (od 13.11.2018) (do 12.2018) | Lewski Sofia             |

## Sukcesy klubowe
Puchar Bułgarii:
- 1996, 1997, 2000, 2001

Liga bułgarska:
- 1997, 1999, 2000, 2001, 2002

Liga turecka:
- 2003

Liga francuska:
- 2004
- 2006

Liga Mistrzów:
- 2005
- 2004

Puchar Francji:
- 2005, 2006

Superpuchar Francji:
- 2005

Liga japońska:
- 2007

Liga włoska:
- 2008, 2010[4]
- 2011

Puchar CEV:
- 2010
- 2009

Superpuchar Włoch:
- 2010

Puchar Włoch:
- 2011

## Sukcesy reprezentacyjne
Mistrzostwa Świata:
- 2006

Puchar Świata:
- 2007

Mistrzostwa Europy:
- 2009

## Nagrody indywidualne
- 2005: Najlepszy siatkarz w Bułgarii
- 2005: MVP turnieju finałowego Ligi Mistrzów
- 2009: Najlepszy blokujący turnieju finałowego Pucharu CEV
- 2015: Nagroda Fair Play Mistrzostw Europy